# Скотт, Уильям Белл
Уильям Белл Скотт (англ. William Bell Scott, 12 сентября 1811, Эдинбург — 22 ноября 1890, Замок Пенкилл, неподалёку от Гервана, Саут-Эршир) — британский художник, график, поэт и мемуарист. Сын гравёра Роберта Скотта и младший брат мастера исторической живописи, Дэвида Скотта.

## Биография
Уильям Белл Скотт родился в семье художников. Его отец, Роберт Скотт, был известным гравёром и графиком-пейзажистом, старший брат, Дэвид, также был живописцем. Первые художественные уроки Уильям получил от отца и брата, затем начал посещать академию Трасти[уточнить] в Эдинбурге. Закончил Художественном колледже Эдинбурга.
В 1837-1843 годах художник жил и работал в Лондоне, затем в течение 15 лет преподавал в художественной школе в Ньюкасле, где познакомился с Данте Габриэлем Росетти и его семьёй. Среди его друзей также были художник Джон Рёскин и поэт Алджерон Суинбёрн, часто бывавший в доме у художника (Уильям написал его портрет).
В 1858 года он вернулся в Лондон, где в 1870 купил дом в Челси. В том же году была издана его книга «Жизнь Альбрехта Дюрера», посвящённая художнику.
В конце 1850-х годов Уильям завязал тесные связи с Элис Бойд, владелицей замка Пенкилл-Кастл в Саут-Эршире (Шотландия). Последние годы своей жизни художник провёл в этом замке, занимаясь созданием настенных изображений, иллюстрирующих поэму короля Якова I Kingis Quair. Здесь он и скончался 22 ноября 1890 года.

## Творчество

### Живопись
Как живописец Уильям Скотт был близок прерафаэлитам, на его творчество оказало большое влияние искусство Данте Габриэля Росетти. Работы художника находятся в лондонской галерее Тейт, Национальной галерее Шотландии (Эдинбург) и других собраниях.

## Галерея
- Альбрехт Дюрер на балконе своего дома (1854)
- Портрет А.Ч.Суинбёрна
- Погребение короля Артура (ок. 1860)
- Железо и уголь (1855-1860)
- Эйлса Крейг (1860)
- Предвечерье Потопа (1865).